# اوه بانوی من
اوه بانوی من (کره‌ای: 오! 마이 레이디؛ انگلیسی: Oh! My Lady) یک مجموعه تلویزیونی محصول کره جنوبی در سال ۲۰۱۰ با بازی چه ریم و چوی شی وون است. این مجموعه از ۲۲ مارس تا ۱۱ مه ۲۰۱۰، روزهای دوشنبه و سه‌شنبه ساعت ۲۰:۵۵ (کی‌اس‌تی) از اس‌بی‌اس برای ۱۶ قسمت پخش شد.

## بازیگران
- چه ریم در نقش یون گه هوا
- چوی شی وون در نقش سونگ مین وو
- مون جونگ هی در نقش هان جونگ آه
- پارک هان بیول در نقش هونگ یو را
- کیم کوانگ کیو در نقش هان مین کوان
- کیم هی وون در نقش جونگ یون سوک